# Grundloser Kolk
Der Grundlose Kolk ist ein kleiner See mit umgebendem Moor bei Mölln im Kreis Herzogtum Lauenburg, Schleswig-Holstein. Der Kolk liegt am tiefsten Punkt des Wildparks am östlichen Stadtrand auf 19 Meter über dem Meeresspiegel, während die umliegenden Höhen bis auf 42 Meter ansteigen. Abschmelzende Gletscher der letzten Eiszeit spülten den heute waldumstandenen Talkessel aus, an dessen abflusslosem Grund sich Moor und See auf einer Fläche von etwa 100 mal 120 Meter bildeten. Der Wasserstand wird allein durch Niederschläge und Verdunstung geregelt. Im Moor, in das ein Holzsteg führt, wachsen Fieberklee, Wollgräser, Sumpf-Blutauge, Schlamm-Segge und Sonnentau.

## Weblink
- Wildpark auf der Website der Stadt Mölln